# شرت (اکلاهما)
شرت(به انگلیسی: Short) شهری در ایالت اکلاهما کشور ایالات متحده آمریکا است که جمعیت آن در سرشماری سال ۲۰۱۰ میلادی، ۲۹۳ نفر بوده‌است.